# Radkovice (Úlehle)
Radkovice (v místním nářečí Radkouce) jsou malá vesnice, část obce Úlehle v okrese Strakonice v Jihočeském kraji. Nachází se necelý kilometr na jihozápad od Úlehle. Je zde evidováno 17 adres. V roce 2011 zde trvale žilo 27 obyvatel. Vesnicí protéká Nihošovický potok.

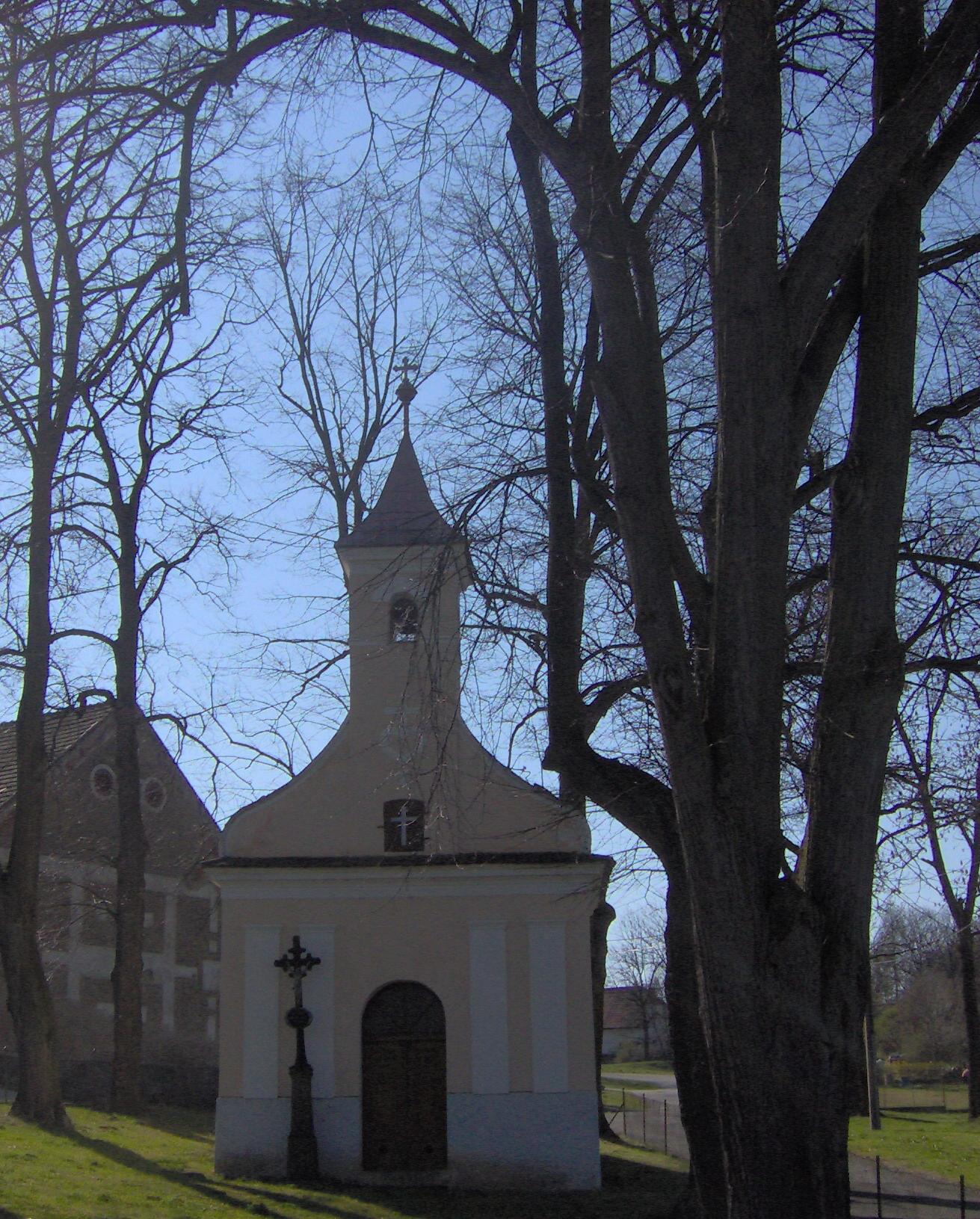
Kaple v Radkovicích

Radkovice jsou také název katastrálního území o rozloze 1,8 km².

## Historie
První písemná zmínka o vesnici pochází z roku 1352.

## Obyvatelstvo
| Rok            | 1869 | 1880 | 1890 | 1900 | 1910 | 1921 | 1930 | 1950 | 1961 | 1970 | 1980 | 1991 | 2001 | 2011 | 2021 |
| -------------- | ---- | ---- | ---- | ---- | ---- | ---- | ---- | ---- | ---- | ---- | ---- | ---- | ---- | ---- | ---- |
| Počet obyvatel | 139  | 109  | 90   | 118  | 113  | 105  | 104  | 79   | 73   | 55   | 49   | 26   | 35   | 27   | 34   |
| Počet domů     | 19   | 19   | 17   | 17   | 17   | 17   | 17   | 17   | 16   | 16   | 15   | 14   | 14   | 17   | 17   |

## Obecní správa
Při sčítání lidu v letech 1850–1973 Radkovice byly osadou obce Úlehle v okrese Strakonice. Od 1. ledna 1974 do 23. listopadu 1990 byly částí obce Nihošovice v okrese Strakonice. Od 24. listopadu 1990 jsou opět částí obce Úlehle v okrese Strakonice.